# Cedrick Wilson Jr.
Cedrick Wilson Jr. (Memphis, Tennessee, 20 de noviembre de 1995) es un jugador profesional estadounidense de fútbol americano que se desempeña en la posición de wide receiver en New Orleans Saints, equipo de la National Football League (NFL).

## Carrera
Fue seleccionado en la sexta ronda en la Reunión Anual de Selección de Jugadores de la NFL de 2018. En 2019, hizo su debut profesional con el equipo Dallas Cowboys, en el cual jugó tres temporadas (2019-2022), después pasó a Miami Dolphins (2022-2024), posteriormente a New Orleans Saints, donde lleva jugando una temporada.